# 中華街

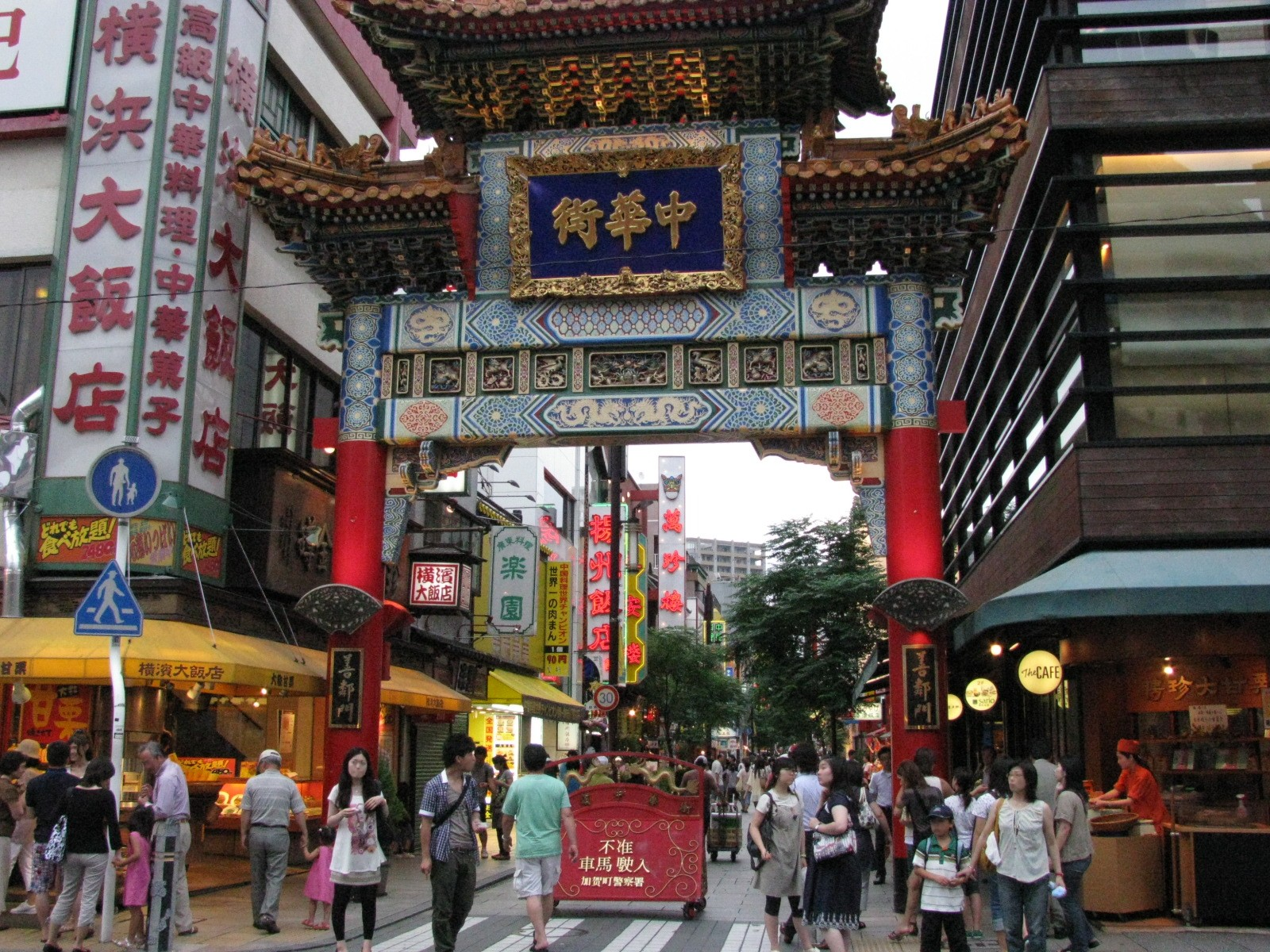
横浜中華街（善隣門）

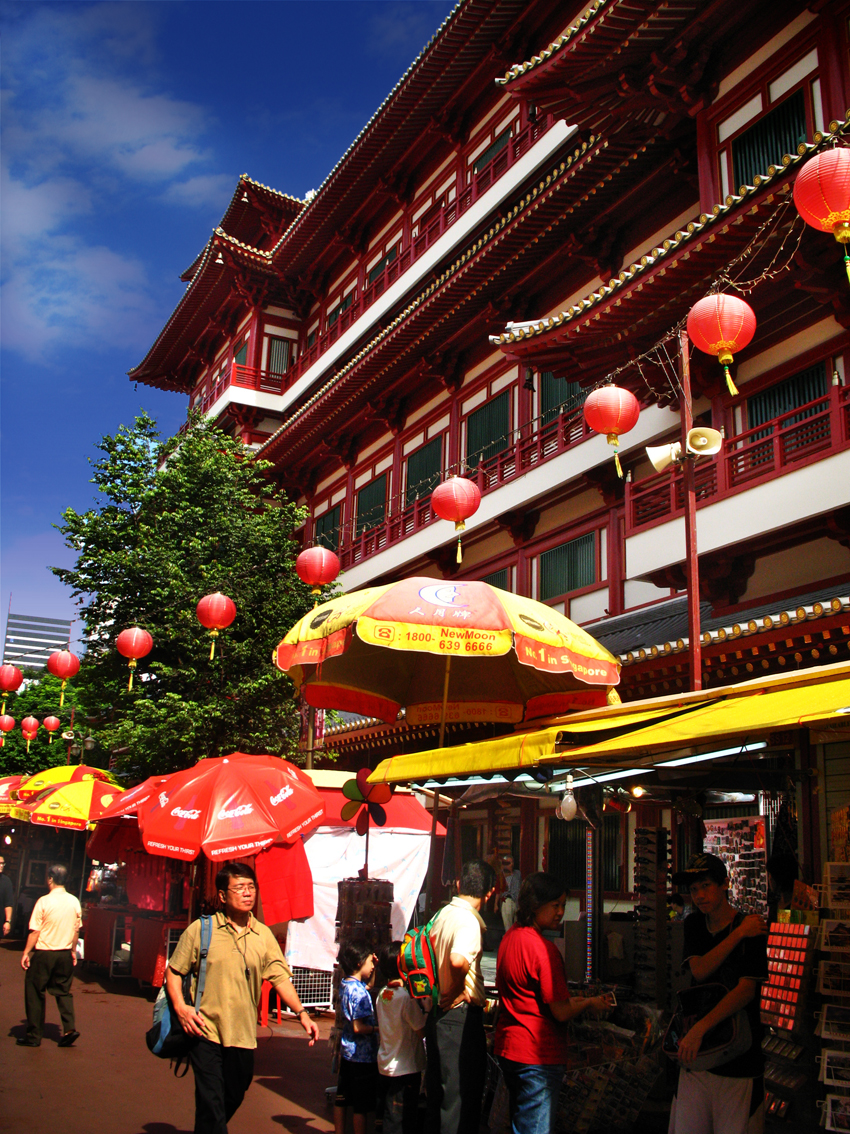
シンガポールの唐人街

中華街（ちゅうかがい、華人街、チャイナタウン、英語: Chinatown、中国語: 中国城、唐人街）は、中華人民共和国など中華圏以外の地域における華僑・華人の街のこと。他に、唐人街（とうじんまち、Tángrénjiē）、華埠（簡体字：华埠、Huábù）、中国城（繁体字：中國城、Zhōngguó Chéng）などと呼ばれる。
大きなものは北アメリカや東南アジアに多く見られるが、ヨーロッパやオーストラリアでも拡大中の中華街が見られる。中華人民共和国の改革開放以降に急増した在外中国人により新たに掲載された中華街もある。歴史的には、日本が鎖国していた江戸時代に清との限定的な交易を許していた長崎における唐人屋敷のように政府の規制によって形成された中華街もあり、現代の中華街の中にもこの系譜を引くものもあるが、基本的には華人・華僑の集住によって出現する社会的現象であって、法律により規定されるものではない。

## 特徴
関帝廟、観音廟（媽祖廟、天后廟）、土地公など中国民間信仰の宗教施設を地域的な中核とし、宗祠、同郷会館や中華学校、中華料理店、中国物産店などの施設が集まる。中国は、各地で中国語の方言の差が大きいため、出身地が違うと会話も成り立たない例も多く、同じ方言を話せる同郷人を中心とした結束力が強い。また、相互扶助的なしきたりや団体が作られて、新来者にも入りやすい上、先行して創業した同郷人の下で仕事をする結果、特定の業種に同郷人が集まり、業界団体を形成し、在日韓国・朝鮮人と同じくロビー活動を行う例も多い。
しかし、たとえ同郷の中国人コミュニティーが形成されていても、農村や鉱山地域では商業活動が乏しいために、いわゆる中華街が成立しないことが多い。中央アジアのドンガン人社会や東南アジアの島嶼に見られる広東人社会、客家人社会がその一例である。
遅くとも宋代には、南シナ海沿岸に交易のために広東省や福建省から華人が進出し、現地港市国家から専用の居住地が与えられ、華人街を形成した。既存都市の一部を構成するだけでなはく、華人街が独立して開かれることもあった。
安全航海を祈るための媽祖と、新開地での安全安定した生活を祈るための土地公を居住地の必須信仰施設とし、商業の発展とともに関帝廟が付加されていった。
19世紀に入り、西洋列強諸国が東アジアに植民地や租界を開くと、西洋人居住者への都市サービス提供の機能を担うようになり、関帝廟の重要性が増していった。
中華街に住む中国人を出身地別に見ると、20世紀前半までは広東省出身者（海南島を含む）が多く、次いで福建省出身者であった。近年は福建省出身者が増加し、さらに上海や台湾出身者も増えている。
同じ省の出身者といえども、例えば広東省の広東語（広州方言）、台山語、潮州語、客家語はお互いに会話が成り立たないほど差が激しいため、別々のコミュニティーが形成されることが多く、同郷会も分かれている。同様に、福建省でも、福州語、興化語、閩南語、客家語は通じ合わないため、別々の同郷会が形成されている。

## 華人街

### 歴史
- 歴史的に漁業や交易のために福建省などの中国南部沿岸地域の中国人たちは南シナ海を越えて、対岸に居住してきた。次第に定住していき、台湾海峡を渡った澎湖島の馬公や台湾の鹿港、ベトナムのホイアン、マレー半島のマラッカ、ジャワ島のバンテンやトゥバン、フィリピンのマニラなどに、現地港市権力の許可を得て居住地を拓いた。16世紀になり、西欧の貿易植民地権力がこれらの港市に到着し、そこに存在していた中国人たちの居住地を”チャイナタウン”と呼んだ[2]。移民中国人たちはオランダとイギリスの植民地権力を経済的に支え、その植民地都市にはチャイナタウンは必須の存在であった。東南アジアでは都市自体が大きく成長、変容しても、このチャイナタウン（華人街）の多くは歴史地区として現存している。

### 空間構成
- 中国南部沿岸地域の人々は交易や漁業のために海を渡るため、航海安全を祈る媽祖（天后、観音）を船着場の奥に守り神として最初に建設した。移住者は媽祖廟の右手に居住地を拓き、そこにショップハウスを建設した。居住地の外れには土地の平安を祈るために土地公（福徳祠）を置き、また、広東省出身者たちが移り住んでくると商売繁盛を祈る関帝廟を居住地内に建てていった。このように華人街は信仰に基づく特異な空間構成を持ち、東南アジアでは歴史文化地区として位置づけられ、欧米などに存在するチャイナタウンとは異なる[3]。

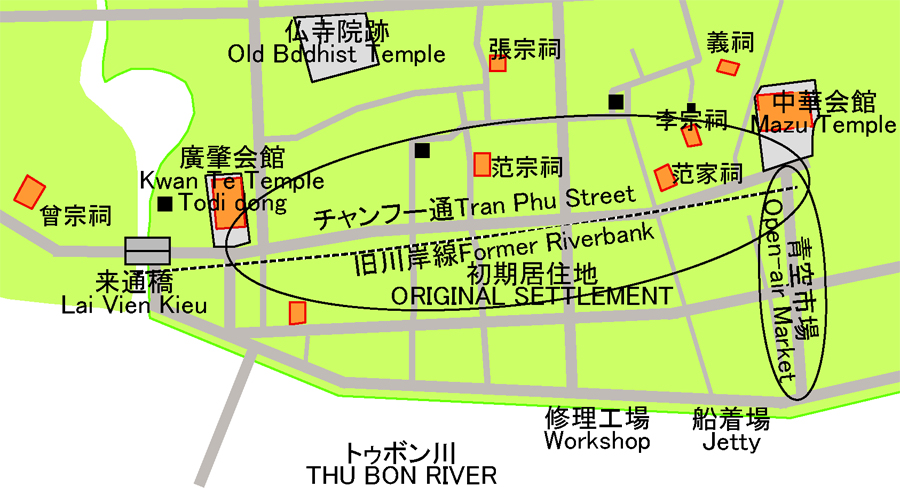
ホイアン華人街の空間構成（ベトナム, 1991年）
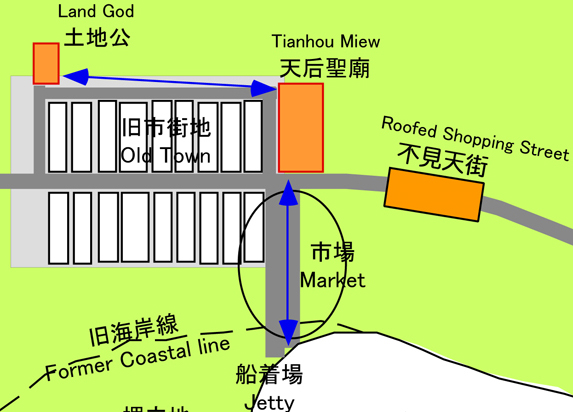
坪洲華人街の空間構成,（香港, 1991年）
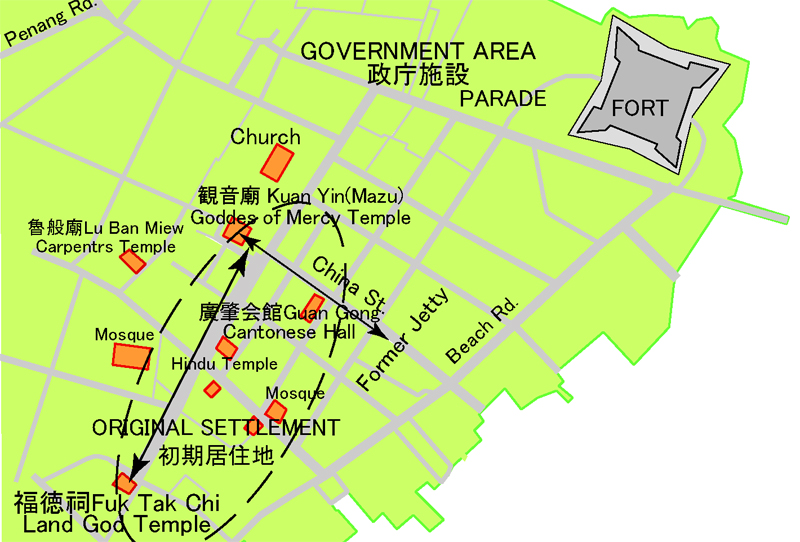
ペナンのジョージタウンの空間構成（マレーシア, 1991年）
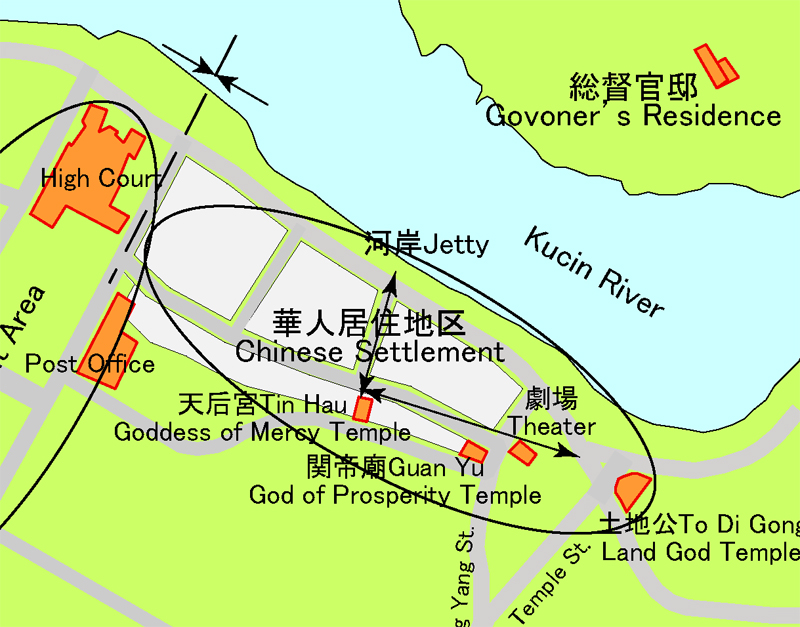
クチン華人街の空間構成（マレーシア, 1991年）
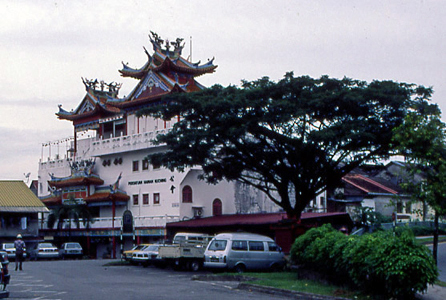
クチン華人街の天后宮（マレーシア, 1991年）
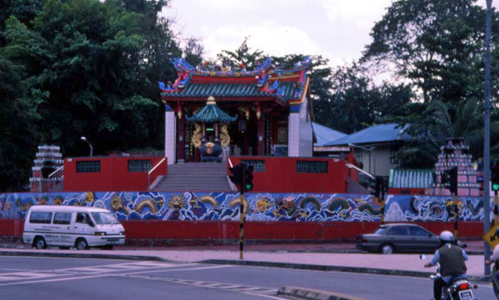
クチン華人街の土地公（1991年）

## 世界各地のチャイナタウン

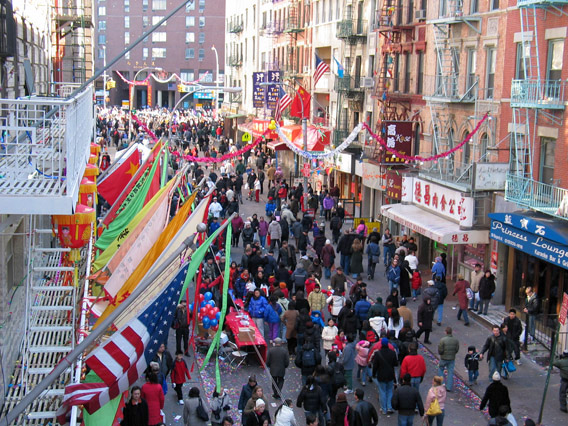
チャイナタウン (マンハッタン)

- アジア（中東を除く）のチャイナタウン
- オセアニアのチャイナタウン
- ヨーロッパのチャイナタウン
- 北米（中米を除く）のチャイナタウン
- ラテンアメリカのチャイナタウン
- 中東のチャイナタウン
- アフリカのチャイナタウン

## 日本の中華街

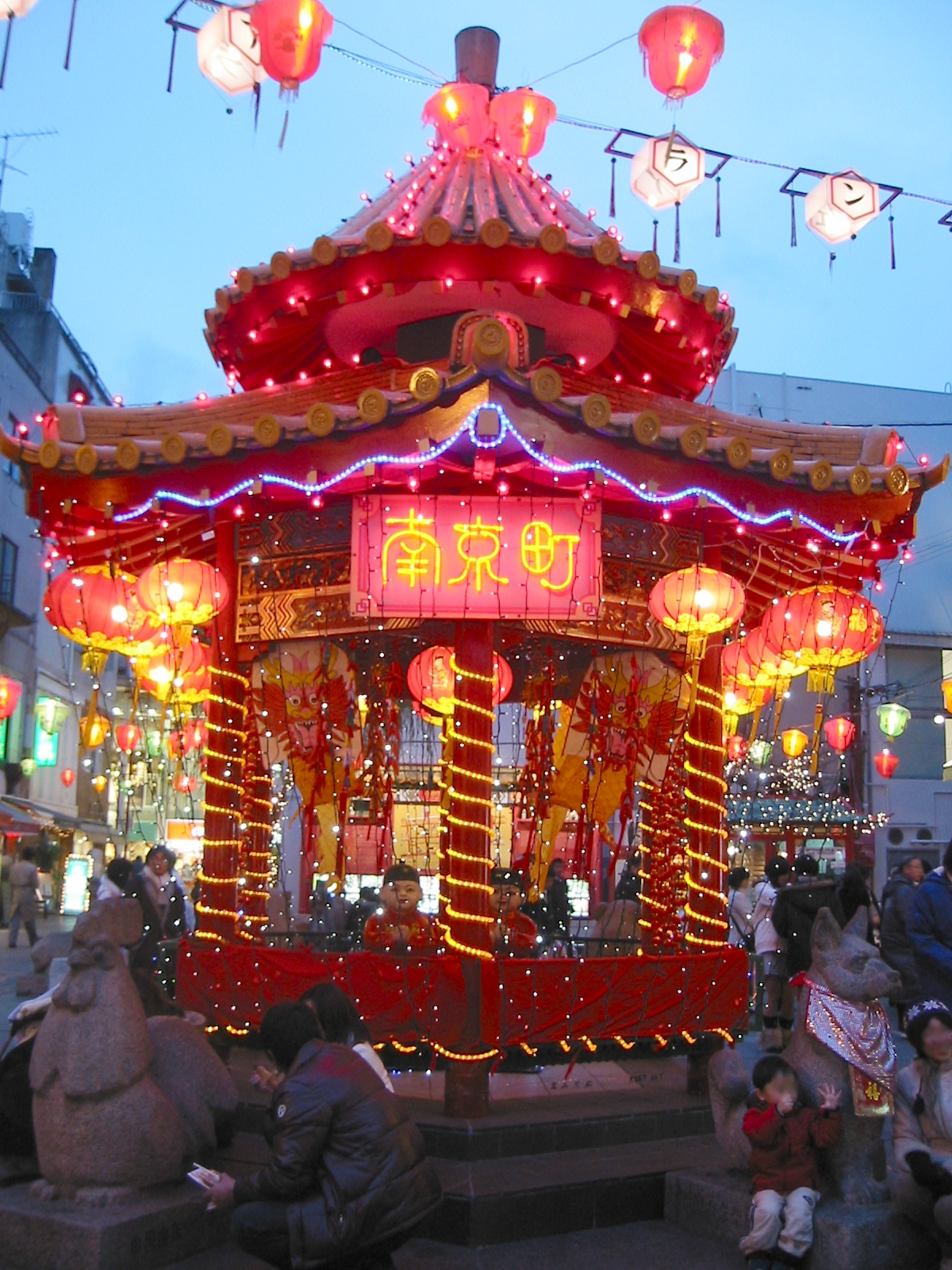
神戸南京町

### 日本三大中華街
出典：
共通点として、いずれも1858年の日米修好通商条約で開かれた港に近接して外国人居留地ができて華僑が集まり、中華街が発展したという経緯がある。
- 横浜中華街（神奈川県横浜市中区山下町） - 日本最大級の中華街。
- 南京町（兵庫県神戸市中央区）- 南京町商店街振興組合の登録商標となっている。
- 長崎新地中華街（長崎県長崎市）

### その他の著名な中華街

#### 池袋
東京都豊島区池袋の池袋駅北口近辺には、1980年代の改革開放以降に来日した中国人の経営する中国人向けの店が約200店舗存在する（駅北口以外の西口周辺なども含めると300-400店舗、また全業種を合わせると600店舗とも言われる）。地理学者の山下清海はこれを「池袋チャイナタウン」と命名し、書籍や新聞雑誌等で紹介している。池袋のチャイナタウンは店舗数では横浜中華街を上回るのではないかという指摘もあり、観光客向けの横浜中華街と比較すると、よそ行きでない「日常の中国」を味わえる中華街だとも評されている。

#### 西川口
埼玉県川口市の西川口駅周辺は2000年代半ばまでは埼玉有数の風俗街として賑わっていたが、摘発を受けて撤退した（「西川口 (川口市)#地理」参照）。その跡地に、賃料の安さから中国人が経営する店が続々開店し、首都圏有数の中国人街（西川口チャイナタウン）となっている。ウイグル料理等の清真料理店も並ぶ。

#### 神保町
現在の東京都千代田区神田神保町には、日清戦争後に多くの清国人留学生が来日し、弘文学院や東亜高等予備学校などの教育機関がつくられ、さらに法政、早稲田、明治などの各私立大学も多くの留学生を受け入れたことにより、清末期 - 中華民国期に周恩来を始め多くの留学生が暮らし、すずらん通りやさくら通り沿いに何軒もの中華料理店が開業した。

#### 旧川口居留地
大阪府大阪市西区川口の南東部、旧川口居留地の南に隣接する旧町名・本田一番町 - 三番町のあたりは、1899年の居留地廃止から1937年の日中戦争勃発の頃まで中華街の様相を呈していた。第二次世界大戦後は倉庫中心の町に変貌し、現在は数件の老舗中華料理店が残る程度である。

#### 博多津唐房
鴻臚館による官貿易の衰退ののち、北宋や南宋の商人や住吉神社・筥崎宮など寺院神社や荘園領主らの私貿易による日宋貿易の拠点として発展した。平安時代末期から、後世「大唐街」と呼ばれる宋国人街が福岡市地下鉄空港線祇園駅周辺に形成された。異国風の建物が建ち並び、多数の外国人商人が行き交う国際都市となった。宋人は船団を組んで盛んに往来し、次第に博多に居を構え、寺社とも結び付いた。このような宋商人は「綱首」（ごうしゅ、こうしゅ）と称され、鋼首を中心に多くの宋国人が住むようになった。文永の役、弘安の役（1274年、1281年）によって焼失し、中華街としては現存しないが、福岡市博物館では、「日本最初のチャイナタウン」と紹介している。

#### 久米
沖縄県那覇市久米は明の洪武帝より琉球王国に下賜されたとされる閩人（現・福建省の中国人）などによって構成された、久米三十六姓の人々が多く移り住んできた。現在でも、至聖廟や天尊廟を祀るなど文化的特徴がみられる。また、沖縄県内における政治・経済で影響力を持っている。沖縄県は歴史的に福建省と交流が深く、那覇市は省都の福州市と友好都市提携を結んでいる。提携10周年を記念して1992年には中国式庭園である福州園を建設した。さらに、那覇市は中国とのゆかりが深い歴史性を生かした都市計画プランを推進し、2015年、久米近隣の若狭海浜公園に龍柱を建設した。